# ムクロジ科
ムクロジ科（むくろじか、Sapindaceae）は双子葉植物に属する科。熱帯から温帯に分布し木本が多い。現在主流のAPG植物分類体系では、旧分類におけるムクロジ科（旧ムクロジ科、約140属2000種）のほかカエデ科（約2属150種）・トチノキ科（約3属15種）もムクロジ科に含める。 

## 分類
ムクロジ科はブンカンカ亜科（Xanthoceratoideae）、トチノキ亜科（Hippocastanoideae）、ハウチワノキ亜科（Dodonaeoideae）、ムクロジ亜科（Sapindoideae）の4亜科に分類される。この中ではブンカンカ亜科が最初に分岐したものであり、Buerki et al. (2010) のようにこれを独立科 Xanthocerataceae とし、残りを従来の科を維持する形でカエデ科（= トチノキ亜科カエデ連）、トチノキ科（= トチノキ亜科トチノキ連）、狭義のムクロジ科（= ハウチワノキ亜科 + ムクロジ亜科）とする意見もあったが、花部器官の基本的形質には共通性が見られ、また単型の科は避ける事が望ましいという観点もあり、広義の科を採用するのが妥当である。

### 旧ムクロジ科
高木から草本まであり、つる性のものもある。葉は互生し、羽状複葉のものが多い。亜熱帯、熱帯に多く分布する。日本にはムクロジ、モクゲンジ（Koelreuteria paniculata）などが野生する。
レイシ（ライチー）、ランブータン、リュウガンなどの果樹を含む。そのほか清涼飲料の原料となるガラナ、観賞用に栽培されるフウセンカズラがある。サポニンを含むものが多く、ムクロジ（英名：Soapberry）などは昔石鹸代わりに使われた。 
旧ムクロジ科は1933年にルートヴィヒ・ラドルコーファーの死後出版による包括的な再検討を経験している。

## 下位分類一覧
亜科や連の紹介順は Buerki et al. (2021) に従う。また属レベル以下の分類情報は POWO (2023) による。

### ブンカンカ亜科

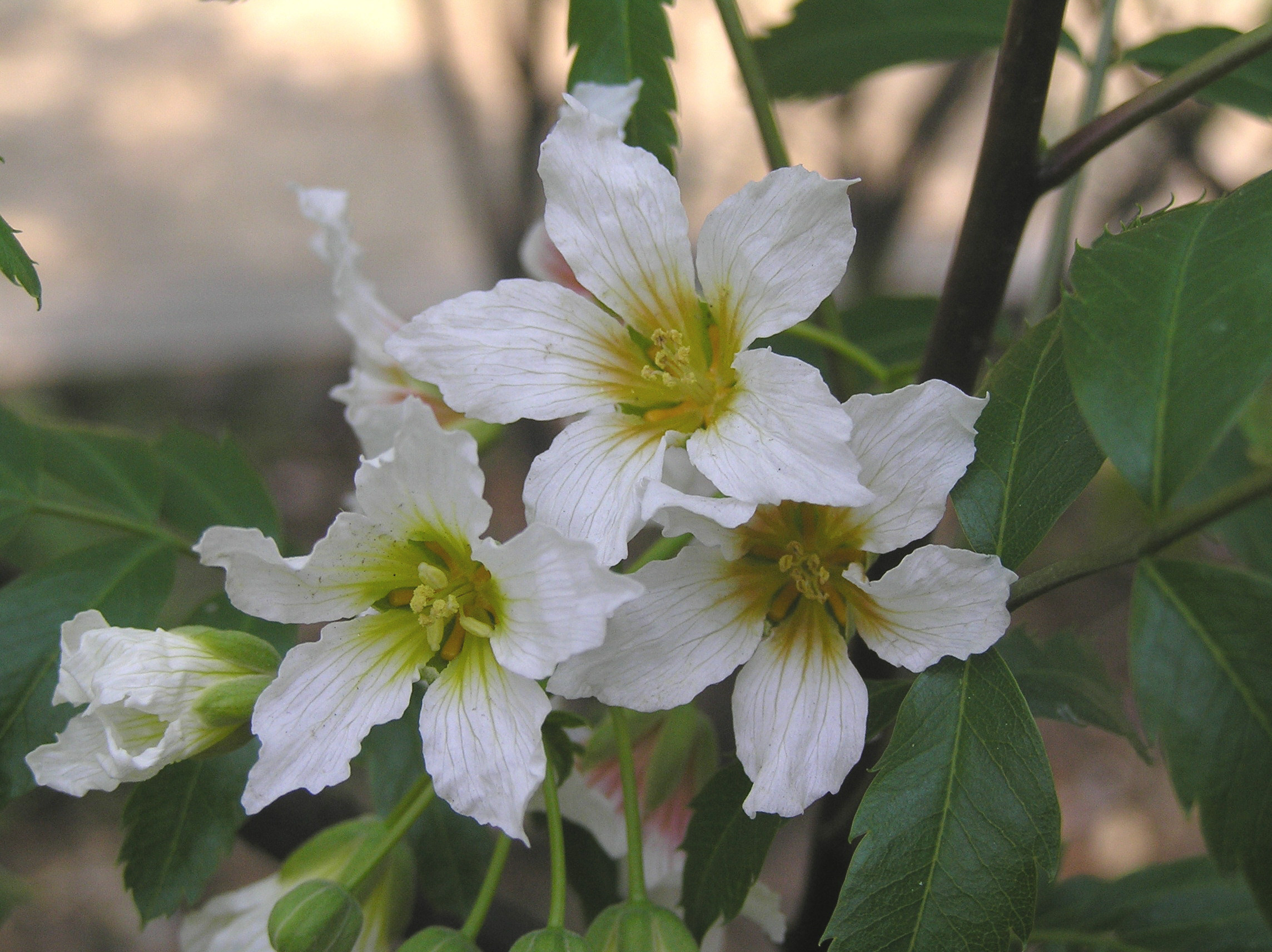
ブンカンカ

ブンカンカ亜科（Xanthoceratoideae）は、中国北部および東中央部から朝鮮にかけて分布する X. sorbifolium Bunge ブンカンカ 1種のみの属。
- Xanthoceras Bunge ブンカンカ属
  - Xanthoceras sorbifolium ブンカンカ

### トチノキ亜科
トチノキ亜科（Hippocastanoideae）は5-6の属からなる。

#### カエデ連

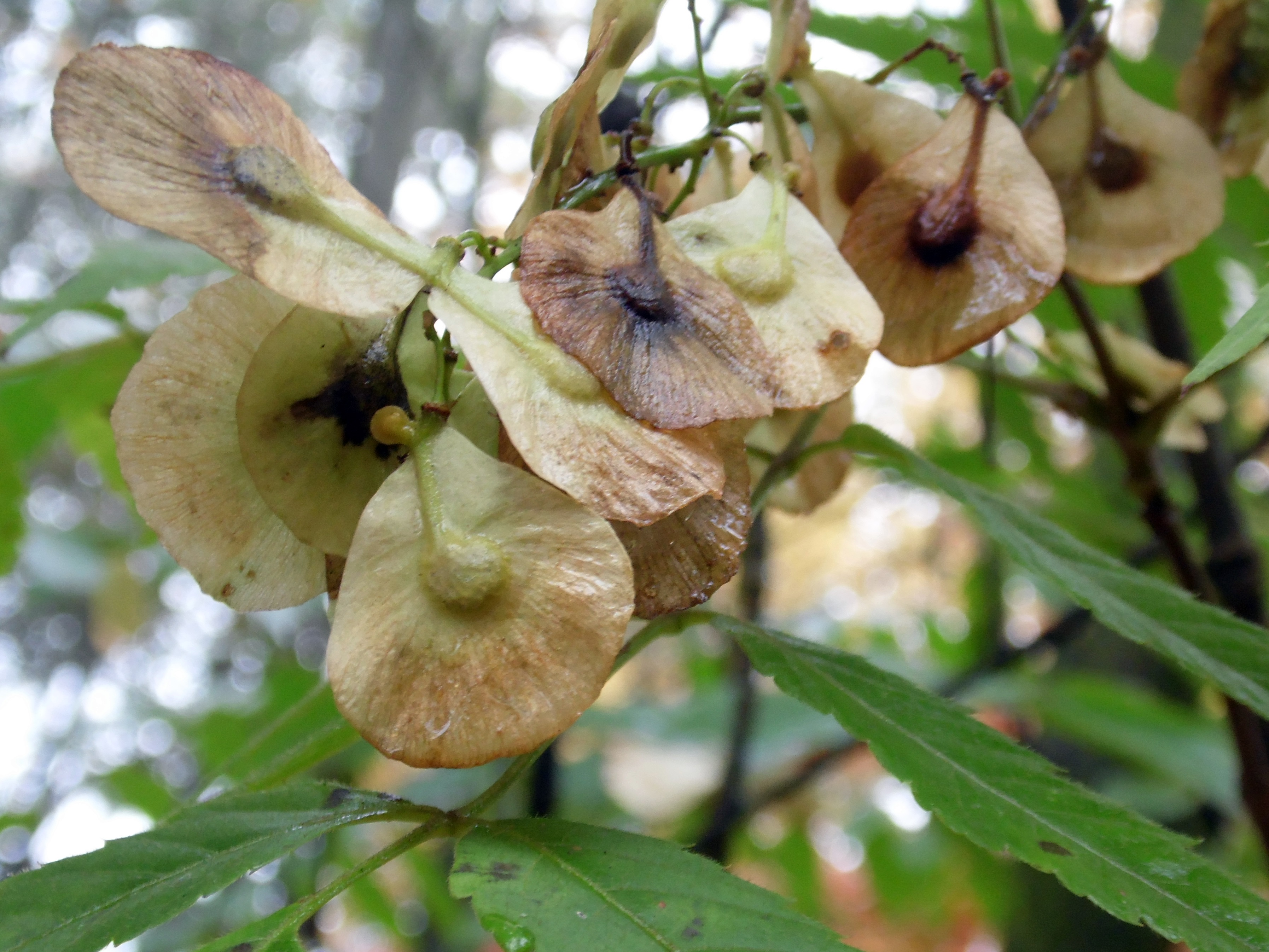
キンセンセキ

カエデ連（Acereae Durande Dumort.）
- Acer L. カエデ属

北半球の温帯から熱帯高山にかけて分布し、150種以上が知られる。
- Dipteronia Oliv. キンセンセキ属

2種。
- Dipteronia dyeriana A.Henry - 中国（雲南省南東部）に自生。
- Dipteronia sinensis Oliv. キンセンセキ - 中国中央部および東中央部に分布。

#### トチノキ連

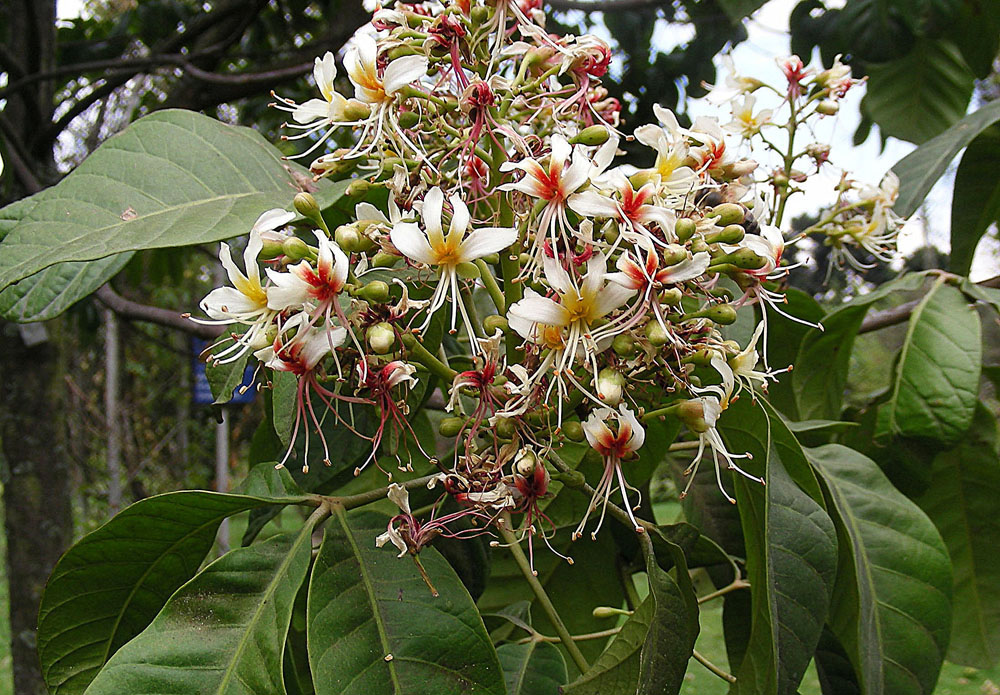
Billia sp.

トチノキ連（Hippocastaneae (DC.) Dumort.）
- Aesculus L.（シノニム: Hippocastanum Mill.）トチノキ属

雑種を除けば12種が知られる。原産地はヨーロッパ南東部からトルコ、アフガニスタンから日本およびインドシナにかけてとカナダ南東部から米国中央部および東部にかけて、オレゴン州からメキシコ北西部にかけて。
- Aesculus californica (Spach) Nutt. カリフォルニアトチノキ - 米国オレゴン州南西部からカリフォルニア州にかけて分布。
- Aesculus chinensis Bunge シナトチノキ - 中国北部および東中央部に分布。
- Aesculus flava Sol. キバナトチノキ - アメリカ合衆国東中央部および東部に分布。
- Aesculus hippocastanum L. マロニエ（別名: セイヨウトチノキ）- 原産地はバルカン半島中央部からトルコにかけて。
- Aesculus indica (Wall. ex Cambess.) Hook. - アフガニスタン東部からインドのアッサム州にかけて分布。
- Aesculus pavia L. アカバナアメリカトチノキ - アメリカ合衆国中央部および南東部に分布。
- Aesculus turbinata Blume トチノキ - 原産地は日本。

- Billia Peyr.

2種。
- Billia hippocastanum Peyr. - メキシコ中央部からコスタリカにかけて分布。
- Billia rosea (Planch. & Linden) C.Ulloa & P.M.Jørg. - 中米からベネズエラにかけて分布。

- Handeliodendron Rehder

中国南部に分布する Handeliodendron bodinieri (H.Lév.) Rehder 1種のみの属。

### ハウチワノキ亜科
ハウチワノキ亜科（Dodonaeoideae）は次の2連からなる。

#### シダノキ連

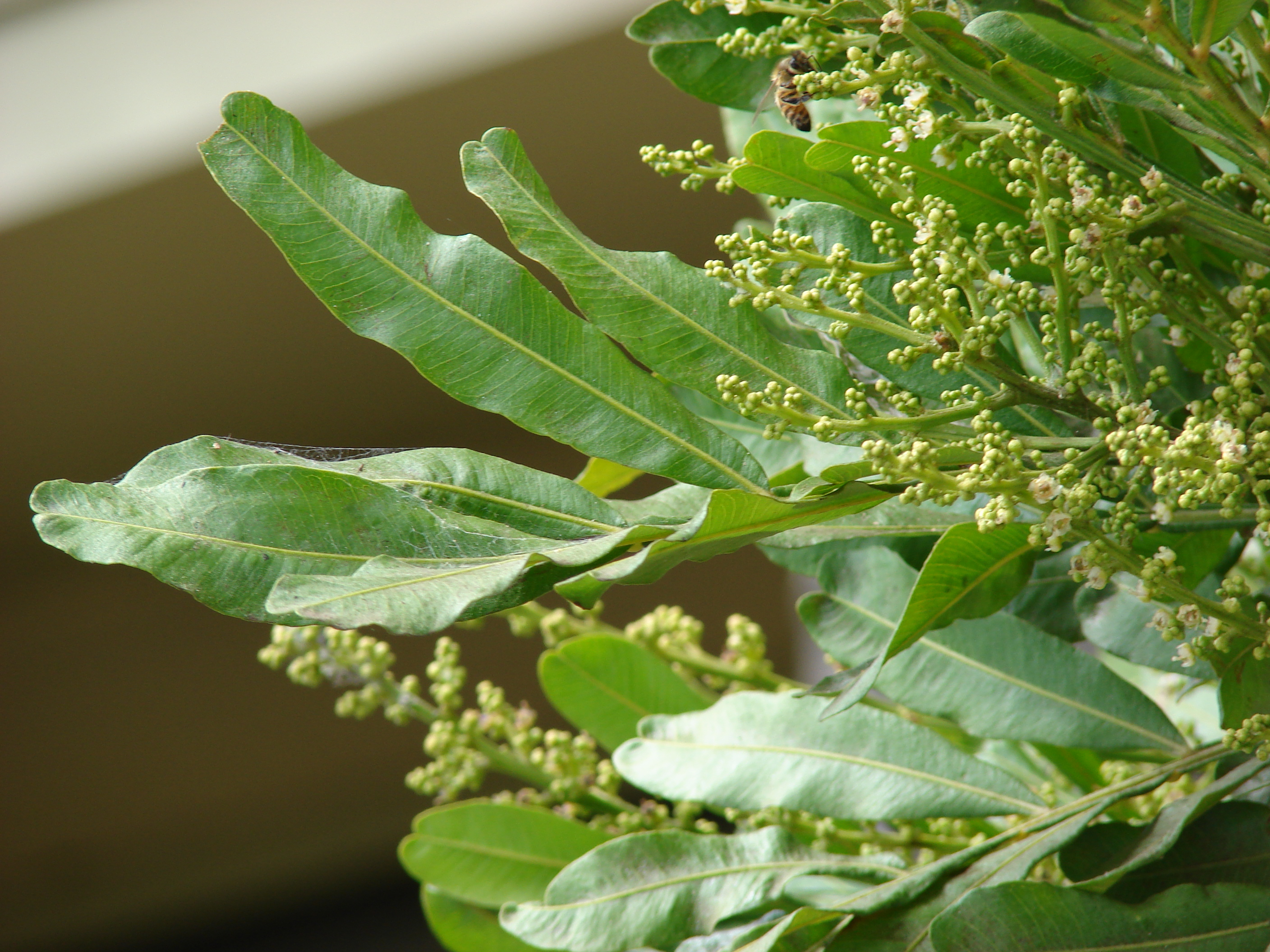
シダノキ

シダノキ連（Doratoxyleae Radlk.）
- Doratoxylon Thouars ex Benth. & Hook.f.

5種。
- Doratoxylon alatum (Radlk.) Capuron - マダガスカルにのみ見られる高木。
- Doratoxylon apetalum (Poir.) Radlk. - マスカレン諸島に見られる高木。
- Doratoxylon chouxii Capuron - マヨット島、マダガスカルに見られる高木。
- Doratoxylon littorale Capuron - マダガスカルにのみ見られる高木。
- Doratoxylon stipulatum Capuron - マダガスカルにのみ見られる高木。

- Exothea Macfad.

3種。
- Exothea capalillo (Schltdl.) Radlk. - メキシコ西部および南東部に分布する木本。
- Exothea diphylla (Standl.) Lundell - メキシコ南東部-グアテマラ、キューバに分布する高木。
- Exothea paniculata (Juss.) Radlk. - 米国フロリダ州南部、カリブ海地域、メキシコ東部および南部-コロンビアにかけて分布する木本。

- Filicium Thwaites シダノキ属

3種。
- Filicium decipiens (Wight & Arn.) Thwaites シダノキ - エチオピア南東部からモザンビークにかけて、コモロ、マダガスカル、インド、スリランカに分布。
- Filicium longifolium (H.Perrier) Capuron - マダガスカルにのみ見られる。
- Filicium thouarsianum (DC.) Capuron - マダガスカルにのみ見られる。

- Ganophyllum Blume

2種。
- Ganophyllum falcatum Blume スケーリアッシュ - アンダマン諸島からオーストラリア北部にかけて分布。
- Ganophyllum giganteum (A.Chev.) Hauman - 熱帯アフリカ西中央部に分布。

- Hippobromus Eckl. & Zeyh.

南部アフリカに分布する木本 Hippobromus pauciflorus (L.f.) Radlk. のみの属。
- Hypelate P.Browne

米国フロリダ州からカリブ海地域にかけて分布する高木 Hypelate trifoliata Sw. 1種のみの属。
- Smelophyllum Radlk.

南アフリカ共和国旧ケープ州南部にのみ見られる高木 Smelophyllum capense Radlk. 1種のみの属。
- Zanha Hien

3種。
- Zanha africana (Radlk.) Exell - ケニア中央部からナミビア北部にかけて分布。
- Zanha golungensis Hiern - 熱帯アフリカに分布。
- Zanha suaveolens Capuron - マダガスカルにのみ見られる。

#### ハウチワノキ連

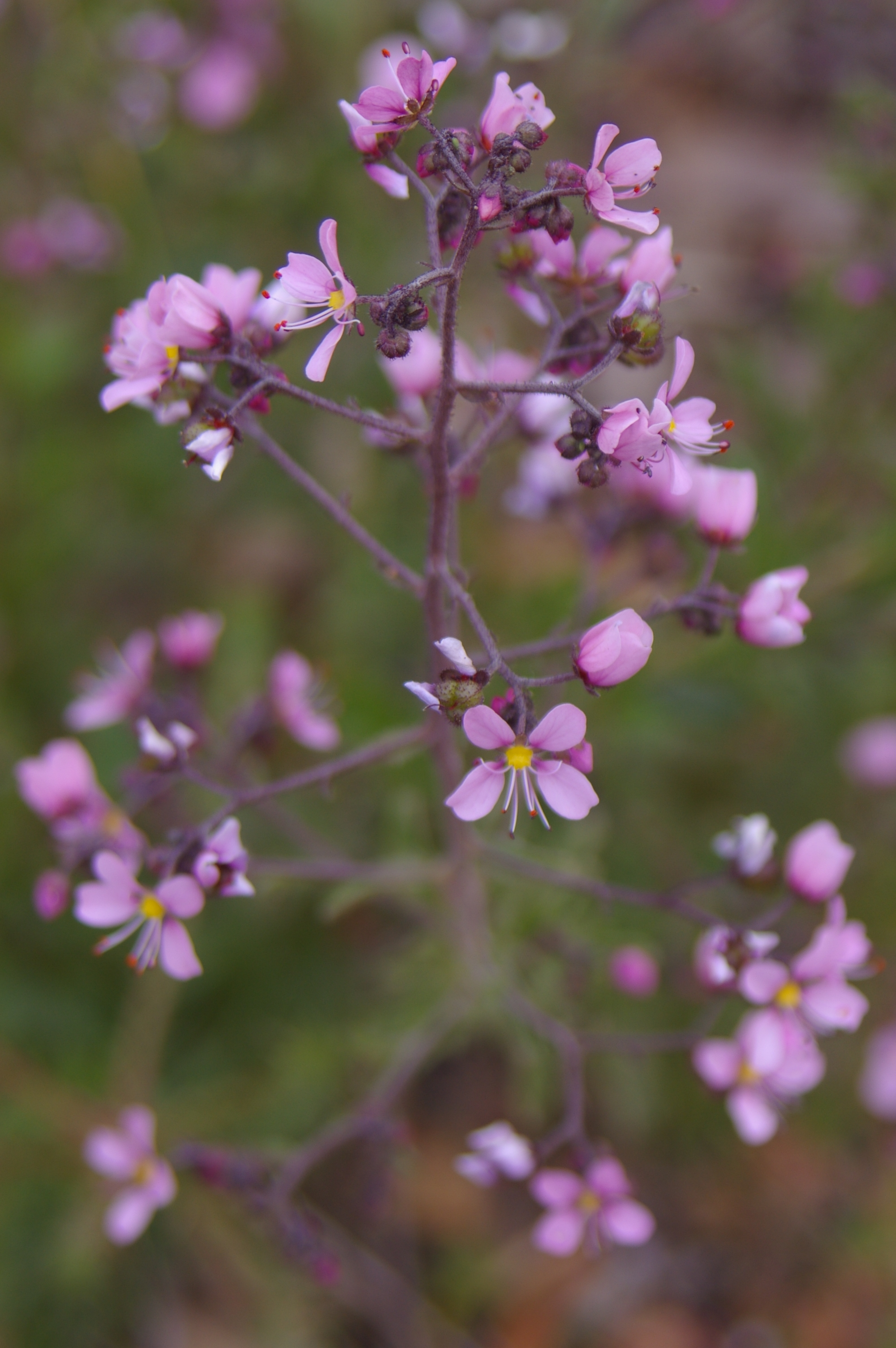
Diplopeltis huegelii

ハウチワノキ連（Dodonaeeae (Kunth) DC.）
- Arfeuillea Pierre ex Radlk.

インドシナに分布する高木 Arfeuillea arborescens フウセンノキ1種のみからなる属。
- Boniodendron Gagnep.（シノニム: Sinoradlkofera F.G.Mey.）

2種。
- Boniodendron minus (Hemsl.) T.C.Chen - 中国（雲南省から湖南省にかけて）に分布する高木。
- Boniodendron parvifolium (Lecomte) Gagnep. - ベトナムにのみ見られる。

- Conchopetalum Radlk.

マダガスカルにのみ見られる高木2種が知られる。
- Conchopetalum brachysepalum Capuron
- Conchopetalum madagascariense Radlk.

- Cossinia Comm. ex Lam.

4種。
- Cossinia australiana S.T.Reynolds(Wikispecies) - オーストラリアのクイーンズランド州にのみ見られる高木。
- Cossinia pacifica A.C.Sm. - フィジー（バヌアレブ島中央部）にのみ見られる高木。
- Cossinia pinnata Comm. ex Lam. - マスカレン諸島に分布する木本。
- Cossinia trifoliata (Baill.) Radlk. - ニューカレドニアにのみ見られる低木。

- Diplokeleba N.E.Br.

2種。
- Diplokeleba floribunda N.E.Br. - ボリビアからブラジル西中央部およびアルゼンチン北東部にかけて分布する高木。
- Diplokeleba herzogii Radlk. - ボリビアにのみ見られる高木。

- Diplopeltis Endl.

オーストラリアに5種。
- Diplopeltis eriocarpa (Benth.) Hemsl. - オーストラリア北西部にのみ見られる（亜）低木。
- Diplopeltis huegelii Endl. - オーストラリア南西部にのみ見られる低木。
- Diplopeltis intermedia A.S.George - 西オーストラリア州西部にのみ見られる亜低木。
- Diplopeltis petiolaris F.Muell. ex Benth. - 西オーストラリア州西部にのみ見られる低木。
- Diplopeltis stuartii F.Muell. - 西オーストラリア州、ノーザンテリトリーに分布する多年生草本あるいは亜低木。

- Dodonaea Mill.（シノニム: Distichostemon F.Muell.）ハウチワノキ属

熱帯および亜熱帯に分布し、70種以上が知られる。
- Dodonaea bursariifolia F.Muell. ドドナエア・ブルサリフォリア - オーストラリア南部および南東部に分布する低木。
- Dodonaea viscosa Jacq. ハウチワノキ - 熱帯および亜熱帯の海岸地帯に見られる（亜）高木。

- Euchorium Ekman & Radlk.

キューバ西部（シエラ・デル・ロサリオ、ビニャーレス渓谷）にのみ見られる木本 Euchorium cubense Ekman & Radlk. 1種のみの属。
- Euphorianthus Radlk.

マレー群島区系中央部からバヌアツにかけて分布する高木 Euphorianthus euneurus (Miq.) Leenh. 1種のみの属。
- Harpullia Roxb.(Wikispecies)

熱帯アジアおよび亜熱帯アジアから太平洋南西部にかけて分布し、30種足らずが知られる。
- Hirania Thulin

ソマリアにのみ見られる低木 Hirania rosea Thulin 1種のみの属。
- Llagunoa Ruiz & Pav.

3種。
- Llagunoa glandulosa G.Don - チリ（コキンボ州）にのみ見られる低木。
- Llagunoa nitida Ruiz & Pav. - 熱帯アメリカ西部に分布する木本。
- Llagunoa venezuelana Steyerm. - ベネズエラ北東部にのみ見られる低木。

- Loxodiscus Hook.f.

ニューカレドニア（パン島）にのみ見られる Loxodiscus coriaceus Hook.f. 1種のみの属。
- Magonia A.St.-Hil.

ボリビアからブラジルおよびアルゼンチン北東部にかけて分布する高木 Magonia pubescens A.St.-Hil. 1種のみの属。
- Majidea Kirk ex Oliv.

2種。
- Majidea forsteri (Sprague) Radlk. - 熱帯アフリカ西部から南スーダンおよびアンゴラにかけて分布する高木。
- Majidea zanguebarica Kirk ex Oliv. - ケニア南東部からタンザニア東部（ザンジバル島含む）、マダガスカルに分布する木本。

#### 所属未定
- Averrhoidium Baill.

4種。
- Averrhoidium dalyi Acev.-Rodr. & Ferrucci - ブラジル（アクレ州）からペルーにかけて分布。
- Averrhoidium gardnerianum Baill. - ブラジルに見られる。
- Averrhoidium paraguaiense Radlk. - ボリビア東部からブラジル西中央部およびパラグアイにかけて分布。
- Averrhoidium spondioides (Standl.) Acev.-Rodr. & Ferrucci - メキシコ南西部にのみ見られる。

### ムクロジ亜科
ムクロジ亜科（Sapindoideae）以下の連は Acevedo-Rodríguez et al. (2011) の時点ではフウセンカズラ連と Melicocceae のみが単系統群であることが確実として認められ、残りは所属未定とされた。しかし米国国立自然史博物館所属のアセベド＝ロドリゲスも加わったデータ分析の結果、2021年に16連（うち6連が新設）が認められることとなった。

#### Ungnadieae

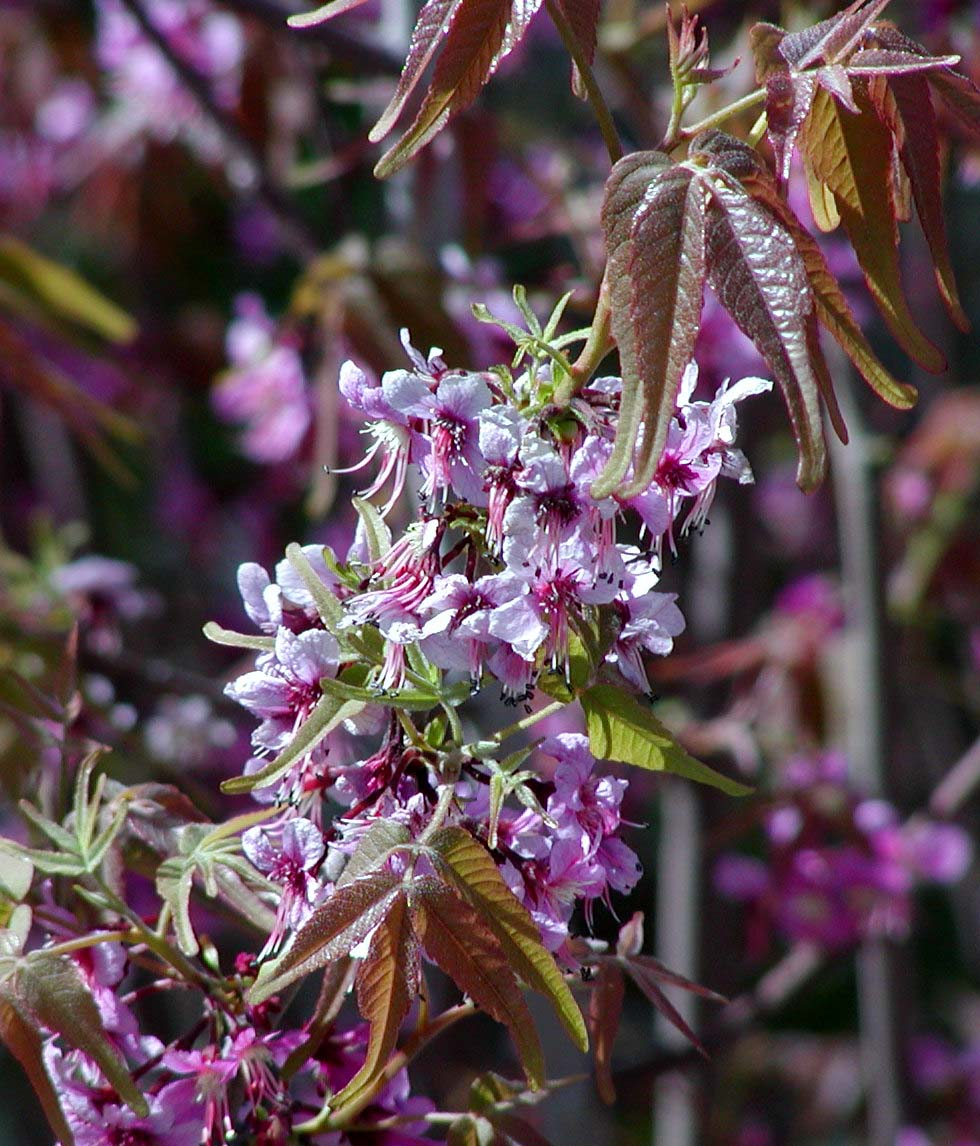
Ungnadia speciosa

Ungnadieae Buerki & Callm. は2021年に新設された連の一つで、次の2属からなる。
- Delavaya Franch.

中国（雲南省、広西チワン族自治区）からベトナム北部にかけて分布する Delavaya toxocarpa Franch. 1種のみの属。
- Ungnadia Endl.

米国ニューメキシコ州南部からテキサス州およびメキシコ北部および東部にかけて分布する Ungnadia speciosa Endl. 1種のみの属。

#### Koelreuterieae (モクゲンジ連)
モクゲンジ連（Koelreuterieae Radlk.）は次の3属からなる。
- Erythrophysa E.Mey. ex Harv. & Sond.

エチオピア、南部アフリカ、マダガスカルに分布し、9種が知られる。
- Koelreuteria Laxm. モクゲンジ属

3種ないし4種。
- Koelreuteria bipinnata Franch. - 原産地は中国南部からベトナム北部にかけて。
- Koelreuteria elegans (Seem.) A.C.Sm. - フィジーにのみ見られる。
- Koelreuteria henryi Dümmer タイワンモクゲンジ - 原産地は台湾。
- Koelreuteria paniculata Laxm. モクゲンジ - 原産地は中国から朝鮮にかけて。

- Stocksia Benth.

イラン南部および東部からパキスタン南西部にかけて分布する Stocksia brahuica Benth.(Wikispecies) 1種のみの属。

#### Schleichereae
Schleichereae Radlk. は以下の6属からなる。
- Amesiodendron Hu

中国南部（広西チワン族自治区）からインドネシアのスマトラにかけて分布する高木 Amesiodendron chinense (Merr.) Hu 1種のみの属。
- Paranephelium Miq.

6種。
- Paranephelium hainanense H.S.Lo - 中国の海南島にのみ見られる高木。
- Paranephelium hystrix W.W.Sm. - 中国（雲南省）からビルマにかけて分布する高木。
- Paranephelium joannis Davids - ボルネオにのみ見られる高木。
- Paranephelium macrophyllum King トゲレイシ - ラオス、タイの半島部含むマレー半島に分布する高木。
- Paranephelium spirei Lecomte - 海南島からマレー半島にかけて分布する高木。
- Paranephelium xestophyllum Miq. - 中国（雲南省）からマレー群島区系西部およびフィリピン（ミンダナオ）にかけて分布する高木。

- Pavieasia Pierre

2種。
- Pavieasia anamensis Pierre - 中国（雲南省）からベトナムにかけて分布する高木。
- Pavieasia kwangsiensis H.S.Lo - 中国（広西チワン族自治区竜州県）にのみ見られる高木。

- Phyllotrichum Thorel ex Lecomte

ラオスにのみ見られる高木 Phyllotrichum mekongense Lecomte 1種のみの属。
- Schleichera Willd. セイロンオーク属[2]（別名: クスム属[9]）

インド亜大陸からマレー群島区系中央部および南部にかけて分布する Schleichera oleosa (Lour.) Oken セイロンオーク1種のみからなる。
- Sisyrolepis Radlk.

インドシナからマレー半島北西部にかけて分布する高木 Sisyrolepis muricata (Pierre) Leenh. 1種のみの属。

#### Nephelieae
Nephelieae Radlk. は以下の16属からなる。
- Aporrhiza Radlk.(Wikispecies)

熱帯アフリカに分布し、7種が知られる。
- Blighia K.D.Koenig アキー属[6]

3種。
- Blighia sapida K.D.Koenig アキー - 原産地は熱帯アフリカ西部および西中央部であるが、西インド諸島などに植栽されて帰化し、果実が食用とされる。
- Blighia unijugata Baker - 熱帯アフリカおよび南部アフリカに分布。
- Blighia welwitschii (Hiern) Radlk. - 熱帯アフリカ西部からウガンダおよびアンゴラ北部にかけて分布。

- Chytranthus Hook.f.

熱帯アフリカに分布し、30種以上が知られる。
- Cubilia Blume クビリナットノキ属[2]

ボルネオ東部からインドネシアのモルッカ諸島西部にかけて分布する Cubilia cubili (Blanco) Adelb.（シノニム: C. blancoi Blume）クビリナット 1種のみの属。
- Dimocarpus Lour. リュウガン属

熱帯アジアおよび亜熱帯アジアからオーストラリアのクイーンズランド州にかけて分布し、7種が知られる。
- Dimocarpus longan Lour. リュウガン - 原産地はヒマラヤ東部から中国南部およびマレー半島北西部にかけて。
  - D. longan subsp. malesianus Leenh.（シノニム: Nephelium malaiense Griff.）マライリュウガン（別名: ネコノメダマ）- リュウガンの亜種で、インドシナからマレー群島区系にかけて分布する。マレー語名: mata kucing〈猫の目〉。

- Glenniea Hook.f.

熱帯アフリカ、マダガスカル、熱帯アジアに分布し、8種が知られる。
- Haplocoelopsis F.G.Davies

ケニア南東部からタンザニア東部にかけてとアンゴラに分布が見られる木本 Haplocoelopsis africana F.G.Davies(Wikispecies) 1種のみの属。
- Laccodiscus Radlk.

4種。
- Laccodiscus ferrugineus (Baker) Radlk. - ナイジェリア南部から熱帯アフリカ西中央部にかけて分布する高木。
- Laccodiscus klaineanus Pierre ex Engl. - カメルーンからコンゴ共和国にかけて分布する高木。
- Laccodiscus pseudostipularis Radlk. ex Engl. - 熱帯アフリカ西中央部に分布する高木。
- Laccodiscus spinulosodentatus Radlk. ex Engl. - 熱帯アフリカ西中央部に分布する高木。

- Litchi Sonn. レイシ属

中国（広東州南西部）からマレー半島、ボルネオ、フィリピンにかけて分布し、Litchi chinensis Sonn. レイシ1種のみの属。
- Nephelium L. ランブータン属

熱帯アジアおよび亜熱帯アジアに自生し、20種以上が知られる。
- Nephelium cuspidatum Blume - インドシナからマレー群島区系西部および中央部にかけて分布。
  - N. cuspidatum var. eriopetalum (Miq.) Leenh.（シノニム: N. eriopetalum Miq.）オオバランブタン - マレー群島区系西部に分布する変種。

- Nephelium lappaceum L. ランブータン - 原産地はタイからマレー群島区系西部にかけて。
- Nephelium ramboutan-ake (Labill.) Leenh.（シノニム: N. mutabile Blume）プラサン - 原産地はヒマラヤ地方東部からマレー群島区系西部にかけて。

- Otonephelium Radlk.

インド（南西部、南部）にのみ見られる高木 Otonephelium stipulaceum (Bedd.) Radlk. 1種のみの属。
- Pancovia Willd., nom. cons.

熱帯アフリカおよび南部アフリカに分布し、10種以上が知られる。
- Placodiscus Radlk.(Wikispecies)

熱帯アフリカ西部からタンザニアにかけて分布し、20種程度が知られる。
- Pometia J.R.Forst. & G.Forst. バンリュウガン属（別名: タイトウリュウガン属）

2種。
- Pometia pinnata J.R.Forst. & G.Forst. バンリュウガン - スリランカから中国（雲南省）および太平洋地域南部にかけてが原産。
- Pometia ridleyi King - タイの半島部からスマトラ東部、ボルネオ北部にかけて分布。

- Radlkofera Gilg

熱帯アフリカ西中央部に分布する高木 Radlkofera calodendron Gilg 1種のみの属。
- Xerospermum Blume クセロスペルムム属[9]

2種。
- Xerospermum laevigatum Radlk. コバノレイシモドキ - バングラデシュからマレー群島区系西部にかけて分布。
- Xerospermum noronhianum (Blume) Blume レイシモドキ - インドのアッサム地域から中国（雲南省南西部および南東部、広西チワン族自治区）およびマレー群島区系西部にかけて分布。

#### Sapindeae
Sapindeae (Kunth) DC.は以下の13属からなる。
- Alatococcus Acev.-Rodr.

ブラジル南東部（エスピリトサント州）にのみ見られる高木 Alatococcus siqueirae Acev.-Rodr. 1種のみの属。
- Atalaya Blume

モザンビークから南部アフリカ、小スンダ列島からオーストラリアにかけて分布し、20種足らずが知られる。
- Deinbollia Schumach. & Thonn.

熱帯アフリカおよび南部アフリカ、インド洋地域西部に分布し、40種足らずが知られる。
- Eriocoelum Hook.f.

熱帯アフリカに分布し、10種以上が知られる。
- Hornea Baker[12]

モーリシャスにのみ見られる高木 Hornea mauritiana Baker 1種のみの属。
- Lepisanthes Blume マタジャムノキ属[2]

旧世界の熱帯および亜熱帯に分布し、30種以上が知られる。
- Lepisanthes rubiginosa (Roxb.) Leenh.(Wikispecies)（シノニム: Erioglossum edule Blume）マタジャムノキ - 中国（広東省、広西チワン族自治区）から熱帯アジアおよびオーストラリア北西部にかけて分布。
- Lepisanthes senegalensis (Poir.) Leenh.（シノニム: Aphania senegalensis (Poir.) Radlk.）アフリカムクロジ - 旧世界の熱帯および亜熱帯に分布。

- Porocystis Radlk.

2種。
- Porocystis acuminata (Radlk.) Acev.-Rodr. - ブラジルに分布する高木。
- Porocystis toulicioides Radlk. - ギアナ地方からブラジル北部にかけて分布する高木。

- Pseudima Radlk.

2種。
- Pseudima frutescens (Aubl.) Radlk. - コスタリカから熱帯アメリカ南部にかけて分布する木本。
- Pseudima pallidum Radlk. - ギアナ地方からブラジル北部にかけて分布。

- Sapindus Plum. ex L. ムクロジ属

チャド、中国から熱帯アジアおよび亜熱帯アジアから太平洋地域にかけて、新世界に分布し、10種以上が知られる。
- Sapindus mukorossi Gaertn. ムクロジ - インドから東アジアの温帯およびインドシナにかけて分布。

- Thouinidium Radlk.

メキシコから中央アメリカにかけて、イスパニョーラ島に分布し、7種が知られる。
- Toulicia Aubl.

熱帯アメリカ南部に分布し、10種以上が知られる。
- Tristira Radlk.

フィリピンからインドネシアのモルッカ諸島にかけて分布する高木 Tristira triptera (Blanco) Radlk. 1種のみの属。
- Zollingeria Kurz

4種。
- Zollingeria borneensis Adema - マレーシアのサバ州にのみ見られる高木。
- Zollingeria dongnaiensis Pierre - インドシナに分布する高木。
- Zollingeria laotica Gagnep. - ラオスにのみ見られる。
- Zollingeria macrocarpa Kurz - ビルマにのみ見られる高木。

#### Tristiropsideae
Tristiropsideae Buerki & Callm. は2021年に新設された連の一つで、次の1属のみからなる。 
- Tristiropsis Radlk.

3種。
- Tristiropsis acutangula Radlk. - マレー群島区系から太平洋地域にかけて分布。
- Tristiropsis apetala Leenh. - パプアニューギニアにのみ見られる。
- Tristiropsis ferruginea Leenh. - ボルネオにのみ見られる。

#### Haplocoeleae
Haplocoeleae Buerki & Callm. は2021年に新設された連の一つで、次の2属からなる。 
- Blighiopsis Van der Veken

2種。
- Blighiopsis gabonica (Breteler) H.C.Hopkins - ガボンからコンゴ共和国にかけて分布する高木。
- Blighiopsis pseudostipularis Van der Veken - コンゴ民主共和国にのみ見られる高木。

- Haplocoelum Radlk.(Wikispecies)

4種。
- Haplocoelum acuminatum Radlk. ex Engl. - 熱帯アフリカ西中央部からアンゴラにかけて分布。
- Haplocoelum foliolosum (Hiern) Bullock - タンザニアから熱帯アフリカ南部にかけて分布。
- Haplocoelum inoploeum Radlk. - ソマリア南部からタンザニア東部（ペンバ島含む）にかけて分布。
- Haplocoelum intermedium Hauman(Wikispecies) - コンゴ共和国からコンゴ民主共和国にかけて分布する高木。

#### Melicocceae
Melicocceae Blume は先述の通り2011年時点で単系統群からなるとされ認められていた連ではあるが、その当時は2属62種からなるとされていた。2021年の再編時は次の4属からなるとされた。
- Dilodendron Radlk.(Wikispecies)

3種。
- Dilodendron bipinnatum Radlk.(Wikispecies) - 熱帯アメリカ南部産の高木。
- Dilodendron costaricense (Radlk.) A.H.Gentry & Steyerm.(Wikispecies) - コスタリカからベネズエラにかけて分布する高木。
- Dilodendron elegans (Radlk.) A.H.Gentry & Steyerm.(Wikispecies) - コスタリカからベネズエラおよびボリビア西部にかけて分布する高木。

- Melicoccus P.Browne(Wikispecies) メリコッカ属[9]

イスパニョーラ島、熱帯アメリカ南部に分布し、10種が知られる。
- Melicoccus bijugatus Jacq. マモン(チロ) - 原産地はコロンビアから南アメリカ北部にかけて。

- Talisia Aubl.(Wikispecies)

メキシコ南部から熱帯アメリカ南部にかけて、トリニダード島に分布し、50種以上が知られる。
- Tripterodendron Radlk.

ブラジル南東部に分布する高木 Tripterodendron filicifolium Radlk.(Wikispecies) 1種のみの属。

#### Blomieae
Blomieae Buerki & Callm. は2021年に新設された連の一つで、次の1属のみからなる。 
- Blomia Miranda

メキシコ南東部からグアテマラにかけて分布する高木 Blomia prisca (Standl.) Lundell 1種のみの属。

#### Guindilieae
Guindilieae Buerki, Callm. & Acev.-Rodr. は2021年に新設された連の一つで、次の1属のみからなる。 
- Guindilia Gillies ex Hook. & Arn.

3種。
- Guindilia cristata (Radlk.) Hunz. - アルゼンチン北西部にのみ見られる低木。
- Guindilia dissecta (Covas & Burkart) Hunz. - アルゼンチン（メンドーサ州）にのみ見られる低木。
- Guindilia trinervis Gilles ex Hook. & Arn. - チリ中央部からアルゼンチン（メンドーサ州）にかけて分布する低木。

#### Athyaneae
Athyaneae Acev.-Rodr. は次の2属からなる。
- Athyana (Griseb.) Radlk. ex T.Durand(Wikispecies)

ペルーからアルゼンチン北西部にかけて分布する高木 Athyana weinmanniifolia (Griseb.) Radlk. ex T.Durand(Wikispecies) 1種のみの属。
- Diatenopteryx Radlk.(Wikispecies)

2種。
- Diatenopteryx grazielae Vaz & Andreata - ブラジル（バイーア州）にのみ見られる高木。
- Diatenopteryx sorbifolia Radlk.(Wikispecies) - ボリビアからブラジルおよびアルゼンチン北部にかけて分布する高木。

#### Bridgesieae
Bridgesieae Acev.-Rodr. は次の1属のみからなる。

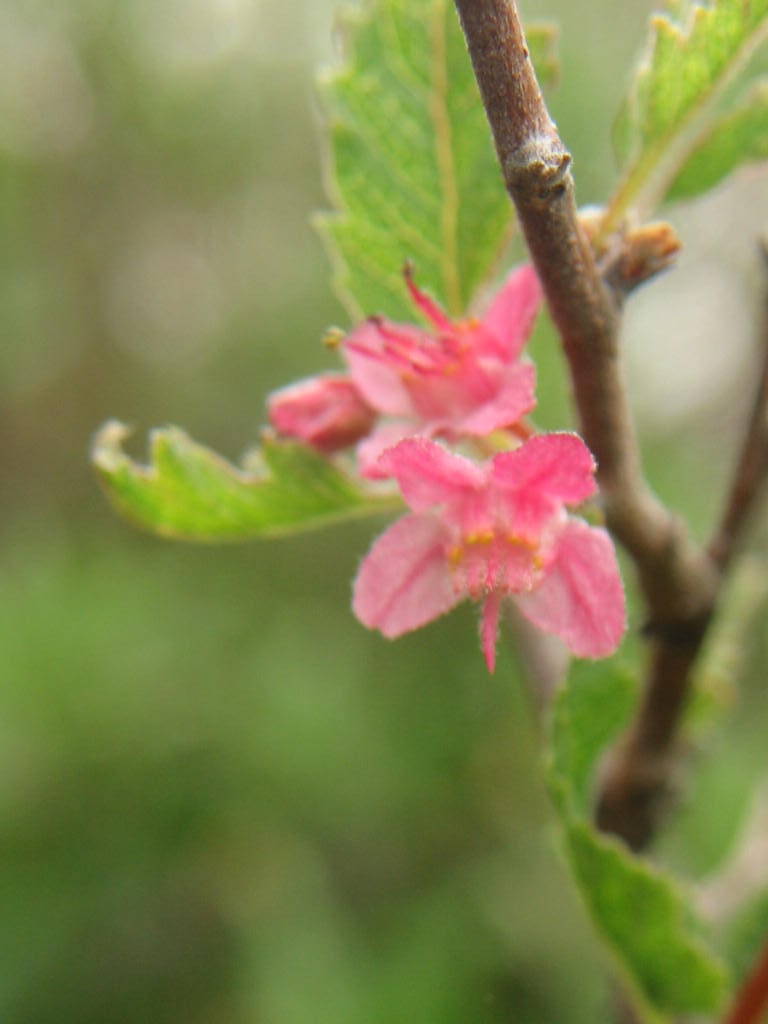
Bridgesia incisifolia

- Bridgesia Bertol. ex Cambess., nom. cons.

チリ北部および中央部に分布する低木 Bridgesia incisifolia Bertol. ex Cambess. のみの属。

#### Thouinieae
Thouinieae Blume は次の3属からなる。
- Allophylastrum Acev.-Rodr.

ガイアナからブラジル北部（ロライマ州）にかけて分布する木本 Allophylastrum frutescens Acev.-Rodr. 1種のみの属。
- Allophylus L. アカギモドキ属[注 1]

熱帯および亜熱帯に分布し、210種以上が知られる。
- Allophylus timorensis (DC.) Blume アカギモドキ - インド領ニコバル諸島から日本の南西諸島および太平洋地域にかけて分布。

- Thouinia Poit.

メキシコから中央アメリカ、カリブ海地域にかけて分布し、30種足らずが知られる。

#### Paullinieae (フウセンカズラ連)

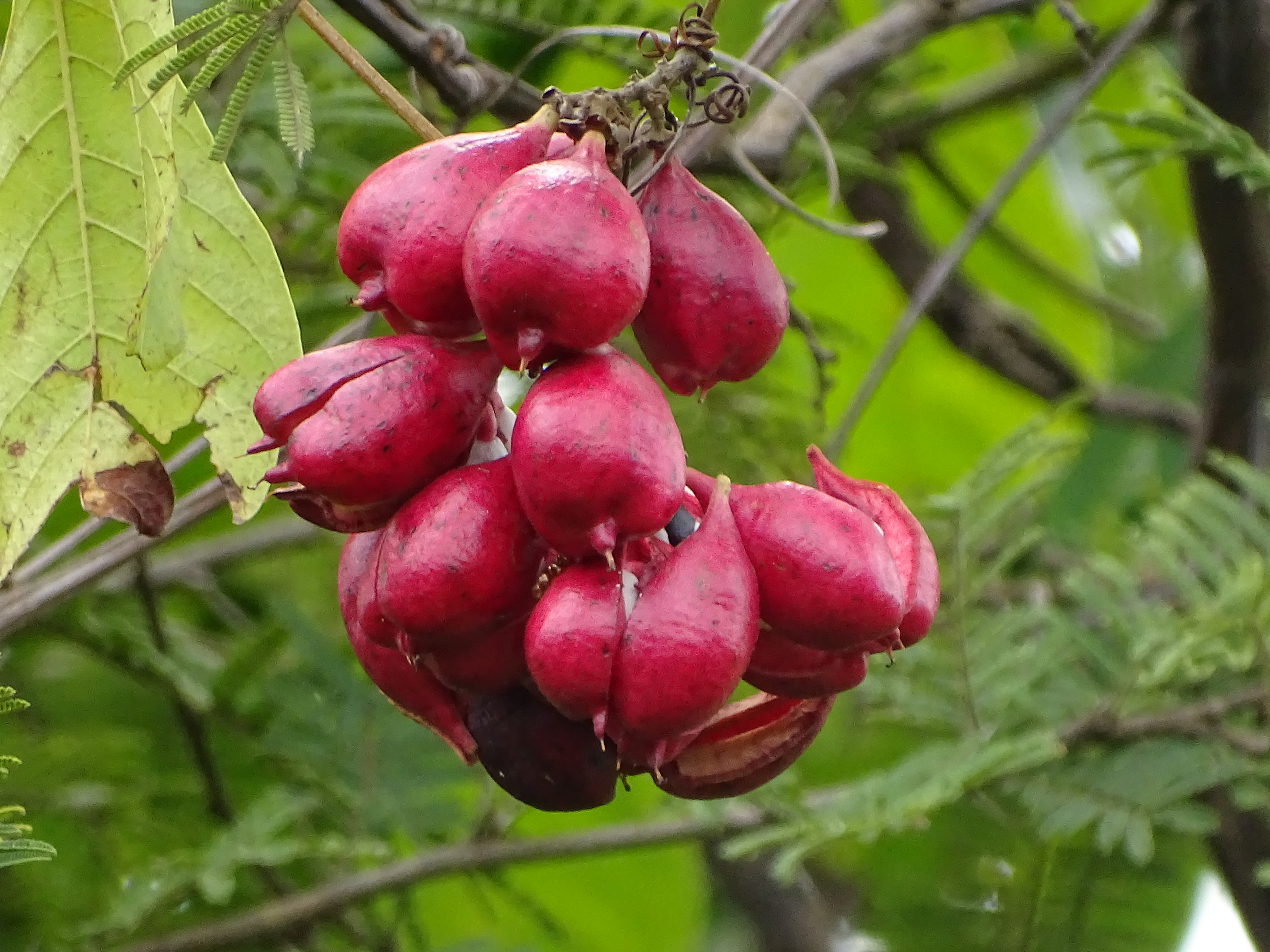
Paullinia pinnata

フウセンカズラ連（Paullinieae (Kunth) DC.）は先述の通り2011年時点で単系統群からなると認められていたが、その時はアカギモドキ属も含まれており12属約720種とされていた。2021年の再編では以下の6属からなるとされた。
- Cardiospermum L. フウセンカズラ属

熱帯および亜熱帯に分布し、10種程度が知られる。
- Cardiospermum grandiflorum Sw.（シノニム: C. hirsutum Willd.） シュッコンフウセンカズラ - 熱帯アメリカおよび亜熱帯アメリカ、熱帯アフリカおよび南部アフリカを原産とする登攀（）性の1年生あるいは多年生の草本。
- Cardiospermum halicacabum L. フウセンカズラ - 熱帯および亜熱帯に分布するつる植物。
- Cardiospermum microcarpum Kunth（シノニム: C. halicacabum var. microcarpum (Kunth) Blume） コフウセンカズラ - 熱帯および亜熱帯に分布する登攀性の1年生草本。POWO (2023) では独立種として扱われているが、カール・ルートヴィヒ・ブルーメはフウセンカズラの変種に過ぎないと考え、アセベド＝ロドリゲスらがこの考えを採用したこともある。

- Lophostigma Radlk.(Wikispecies)

2種。
- Lophostigma plumosum Radlk.(Wikispecies) - ボリビアにのみ見られるつる植物。
- Lophostigma schunkei (Acev.-Rodr.) Acev.-Rodr.(Wikispecies) - エクアドルからボリビアにかけて分布するつる植物。

- Paullinia L. ガラナ属[2]

熱帯アメリカおよび亜熱帯アメリカ、熱帯アフリカおよび南部アメリカ、マダガスカルに分布し、190種以上が知られる。
- Paullinia cupana Kunth ガラナ - 熱帯アメリカ南部に分布するつる性低木あるいはつる植物。
- Paullinia pinnata L. - 熱帯アメリカおよび亜熱帯アメリカ、熱帯アフリカおよび南部アフリカ、コモロ、マダガスカルに分布するつる性低木もしくはつる植物。

- Serjania Mill.(Wikispecies)（シノニム: Houssayanthus Hunz.） セルヤニア属[6]（セルジャニア属[15]）

熱帯アメリカおよび亜熱帯アメリカに分布し、250種以上が知られる。
- Serjania membranacea Spiltg.（シノニム: S. exarata Radlk. セルヤニア・エクサラタ）- 中央アメリカおよび熱帯アメリカ南部に分布するつる植物。

- Thinouia Triana & Planch.（シノニム: Allosanthus Radlk.）

メキシコ南部から熱帯アメリカ南部にかけて分布し、10種以上が知られる。
- Urvillea Kunth

熱帯アメリカおよび亜熱帯アメリカに分布し、20種程度が知られる。

#### Stadtmannieae

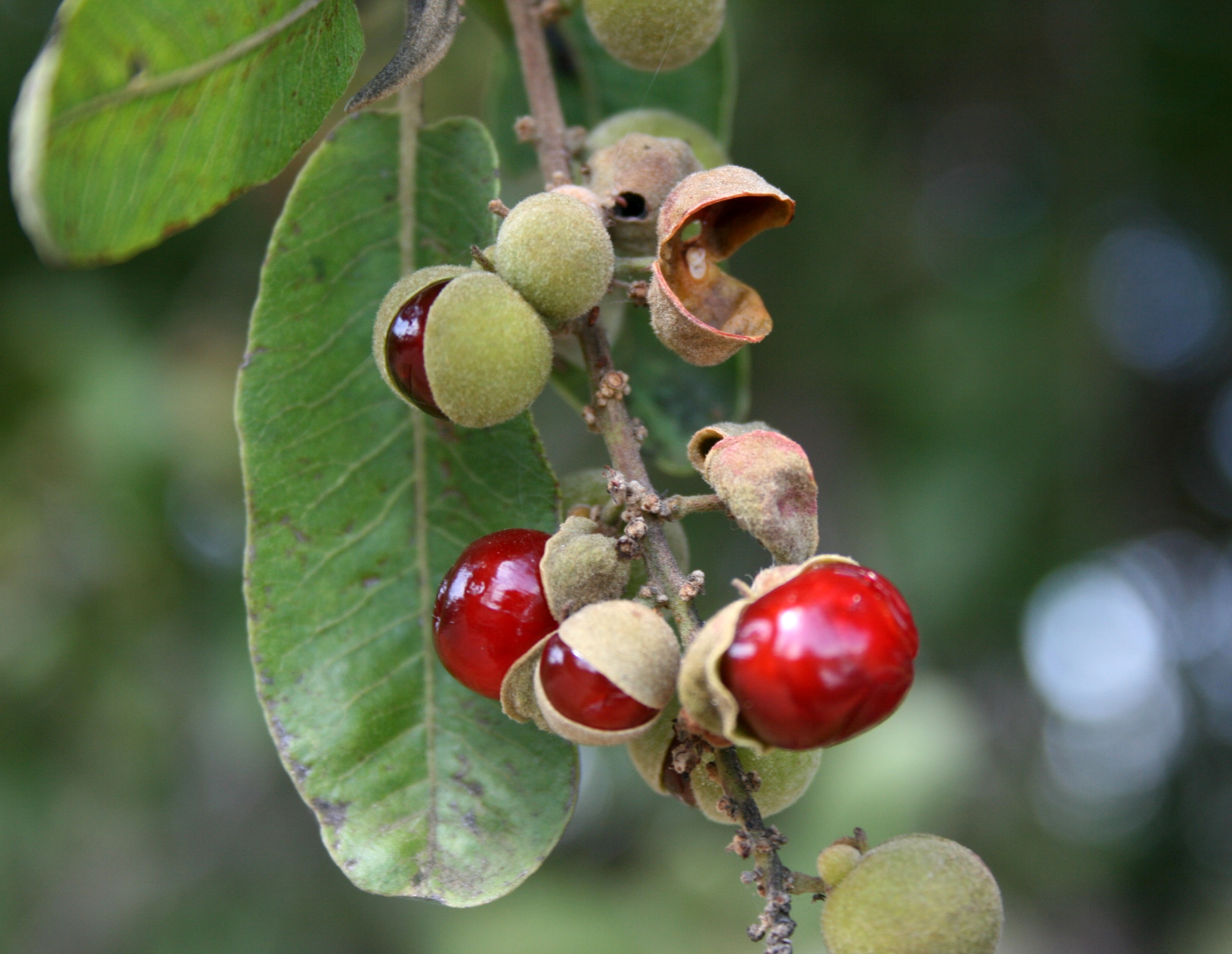
Pappea capensis

Stadtmannieae Buerki & Callm. は2021年に新設された連の一つで、次の10属からなる。 
- Beguea Capuron

10種程度が知られ、全てマダガスカルにのみ見られる。
- Camptolepis Radlk.（シノニム: Hypseloderma Radlk.）

4種。
- Camptolepis crassifolia Capuron - マダガスカルにのみ見られる。
- Camptolepis grandiflora Capuron - マダガスカルにのみ見られる。
- Camptolepis hygrophila Capuron - マダガスカルにのみ見られる。
- Camptolepis ramiflora (Taub.) Radlk. - ソマリア南部からタンザニア東部（ザンジバル島含む）、コモロ、マダガスカルに分布。

- Chouxia Capuron

6種が知られ、全てマダガスカルにのみ見られる。
- Chouxia bijugata G.E.Schatz, Gereau & Lowry
- Chouxia borealis G.E.Schatz, Gereau & Lowry
- Chouxia macrophylla G.E.Schatz, Gereau & Lowry
- Chouxia mollis G.E.Schatz, Gereau & Lowry
- Chouxia saboureaui Capuron ex G.E.Schatz, Gereau & Lowry
- Chouxia sorindeioides Capuron

- Gereaua Buerki & Callm.

マダガスカルにのみ見られる高木 Gereaua perrieri (Capuron) Buerki & Callm. 1種のみの属。
- Macphersonia Blume

6種。全種がマダガスカルに分布し、うち1種はアフリカ大陸東部にも見られる。
- Macphersonia cauliflora Radlk.(Wikispecies) - マダガスカルにのみ見られる。
- Macphersonia chapelieri (Baill.) Capuron - マダガスカルにのみ見られる。
- Macphersonia gracilis O.Hoffm. - マダガスカルや東アフリカから南部アフリカにかけて見られる。
  - Macphersonia gracilis var. hildebrandtii (O.Hoffm.) Capuron - ケニア南東部からモザンビークにかけて分布する。

- Macphersonia macrocarpa Choux - マダガスカルにのみ見られる。
- Macphersonia madagascariensis Blume - マダガスカルにのみ見られる。
- Macphersonia radlkoferi Choux - マダガスカルにのみ見られる。

- Pappea Eckl. & Zeyh.

エリトリアから南部アフリカ、アラビア半島南部にかけて分布する高木 Pappea capensis Eckl. & Zeyh. 1種のみの属。
- Plagioscyphus Radlk.

9種が知られ、全てマダガスカルにのみ見られる。
- Pseudopteris Baill.

3種の高木が知られ、いずれもマダガスカルにのみ見られる。
- Pseudopteris ankaranensis Capuron
- Pseudopteris arborea Capuron
- Pseudopteris decipiens Baill.

- Stadtmannia Lam. ex Poir.

ケニアから南部アフリカにかけて、インド洋地域西部に分布し、6種が知られる。
- Stadtmannia acuminata Capuron - マダガスカルにのみ見られる。
- Stadtmannia excelsa Capuron - マダガスカルにのみ見られる。
- Stadtmannia glauca Capuron - マダガスカルにのみ見られる。
- Stadtmannia leandrii Capuron - マダガスカルにのみ見られる。
- Stadtmannia oppositifolia Lam. - ケニア南東部からタンザニア東部（ザンジバル島含む）にかけて、インド洋地域西部に分布。
- Stadtmannia serrulata Capuron - マダガスカルにのみ見られる。

- Tsingya Capuron

マダガスカル西部にのみ見られる Tsingya bemarana Capuron 1種のみの属。

#### Cupanieae
Cupanieae Blume は次の36属からなる。
- Alectryon Gaertn.(Wikispecies)

マレー群島区系から太平洋地域およびニュージーランドにかけて分布し、30種以上が知られる。
- Arytera Blume(Wikispecies) アリテラ属[9]

熱帯アジアからオーストラリア北部、トンガにかけて分布する20種足らずが知られる。
- Arytera litoralis Blume フタゴノキ - 中国南部から熱帯アジアやカロリン諸島（パラオ）にかけて分布。

- Castanospora F.Muell.

オーストラリアのクイーンズランド州からニューサウスウェールズ州北東部にかけて分布する高木 Castanospora alphandii (F.Muell.) F.Muell.(Wikispecies) 1種のみの属。
- Cnesmocarpon Adema(Wikispecies)

4種。
- Cnesmocarpon dasyanthum (Radlk.) Adema(Wikispecies) - パプアニューギニア（ニューギニア島）からビスマルク諸島およびオーストラリアのクイーンズランド州にかけて分布する高木。
- Cnesmocarpon dentatum Adema(Wikispecies) - パプアニューギニアにのみ見られる。
- Cnesmocarpon discoloroides Adema(Wikispecies) - パプアニューギニアからビスマルク諸島にかけて分布する高木。
- Cnesmocarpon montanum Adema(Wikispecies) - パプアニューギニアにのみ見られる。

- Cupania L.

メキシコから熱帯アメリカにかけて分布し、60種足らずが知られる。
- Cupaniopsis Radlk.(Wikispecies) クパニオプシス属

マレー群島区系から太平洋地域南西部にかけて分布し、45種程度が知られる。
- Cupaniopsis anacardioides (A.Rich.) Radlk. クパニオプシス・アナカルディオイデス - ニューギニアからオーストラリア北部および東部にかけて分布する木本。

- Dictyoneura Blume

2種。
- Dictyoneura acuminata Blume - ボルネオ東部からニューギニアにかけて分布。
- Dictyoneura obtusa Blume - ニューギニアからビスマルク諸島にかけて分布。

- Diploglottis Hook.f.

ニューギニアからオーストラリア北東部および東部にかけて分布し、10種以上が知られる。
- Diploglottis australis (G.Don) Radlk.（シノニム: D. cuninghamii (Hook.) Hook.f.）ディプログロティス - オーストラリアのクイーンズランド州南東部からニューサウスウェールズ州にかけて分布。

- Elattostachys (Blume) Radlk.(Wikispecies)

マレー群島区系から太平洋地域西部にかけて20種程度が分布する。
- Eurycorymbus Hand.-Mezz. モクゲンジダマシ属[注 2]

中国南部から台湾にかけてが原産地である木本 Eurycorymbus cavaleriei (H.Lév.) Rehder & Hand.-Mezz. モクゲンジダマシ 1種のみからなる属。
- Gloeocarpus (Radlk.) Radlk.

フィリピンにのみ見られる高木 Gloeocarpus patentivalvis (Radlk.) Radlk.(Wikispecies) 1種のみの属。
- Gongrodiscus Radlk.

ニューカレドニアにのみ見られる木本3種からなる属。
- Gongrodiscus bilocularis H.Turner(Wikispecies)
- Gongrodiscus parvifolius Radlk.(Wikispecies) - 南東部産。
- Gongrodiscus sufferrugineus Radlk.(Wikispecies)

- Gongrospermum Radlk.

フィリピン（ルソン島）にのみ見られる高木 Gongrospermum philippinense Radlk.(Wikispecies) 1種のみの属。
- Guioa Cav.(Wikispecies)

インドシナから太平洋地域南西部にかけて分布し、70種程度が知られる。
- Guioa bijuga (Hiern) Radlk.(Wikispecies) グイオア - タイの半島部からマレー群島区系西部および中央部にかけて分布。
- Guioa lentiscifolia Cav. グイオア・レンティスキフォリア - トンガにのみ見られる。この属として初めて記載された種（≒タイプ種）である。

- Jagera Blume

3種。
- Jagera javanica (Blume) Blume ex Kalkman - インドネシアのモルッカ諸島からニューギニアにかけて分布する高木。
- Jagera madida P.I.Forst. - オーストラリアのクイーンズランド州北東部にのみ見られる。
- Jagera pseudorhus (A.Rich.) Radlk. - クイーンズランド州南東部からニューサウスウェールズ州北東部にかけて分布する高木。

- Lecaniodiscus Planch. ex Benth.

3種。
- Lecaniodiscus cupanioides Planch. ex Benth. - 熱帯アフリカ西部からウガンダ南西部およびアンゴラにかけて分布。
- Lecaniodiscus fraxinifolius Baker - 熱帯アフリカ南部に分布。
- Lecaniodiscus punctata J.B.Hall(Wikispecies) - ガーナ、カメルーンに見られる。

- Lepiderema Radlk.(Wikispecies)

ニューギニアからオーストラリア（北東部、東部）にかけて分布し、8種が知られる。
- Lepidocupania Buerki, Callm., Munzinger & Lowry(Wikispecies)

ソロモン諸島から太平洋地域西部にかけて分布する既知の21種が見直された結果2020年に新設された属。
- Lepidocupania guillauminii (Kaneh.) Buerki, Callm., Munzinger & Lowry(Wikispecies)（シノニム: Mischocarpus guillauminii Kaneh.）ナンバンムクロジ - カロリン諸島（ミクロネシア連邦チューク島）にのみ見られる。

- Lepidopetalum Blume(Wikispecies)

6種。
- Lepidopetalum fructoglabrum Welzen(Wikispecies) - パプアニューギニア北東部にのみ見られる。
- Lepidopetalum micans K.Schum. & Lauterb.(Wikispecies) - ニューギニアにのみ見られる低木。
- Lepidopetalum montanum (Blume) Radlk. - アンダマン諸島やニコバル諸島からスマトラ北部にかけて分布する高木。
- Lepidopetalum perrottetii Blume - フィリピンにのみ見られる木本。
- Lepidopetalum subdichotomum Radlk.(Wikispecies) - パプアシアに分布する高木。
- Lepidopetalum xylocarpum Radlk.(Wikispecies) - ニューギニアからオーストラリアのクイーンズランド州北東部にかけて分布する高木。

- Matayba Aubl.

メキシコから熱帯アメリカにかけて分布し、50種足らずが知られる。
- Mischarytera (Radlk.) H.Turner(Wikispecies)

4種。
- Mischarytera bullata (H.Turner) H.Turner(Wikispecies) - パプアニューギニアにのみ見られる高木。
- Mischarytera lautereriana (F.M.Bailey) H.Turner - オーストラリアのクイーンズランド州北部および東部からニューサウスウェールズ州北東部にかけて分布する高木。
- Mischarytera macrobotrys (Merr. & L.M.Perry) H.Turner(Wikispecies) - 少なくともニューギニア中央部からクイーンズランド州北部にかけて分布する高木。
- Mischarytera megaphylla P.I.Forst. - クイーンズランド州にのみ見られる。

- Mischocarpus Blume(Wikispecies)

熱帯アジアおよび亜熱帯アジアからオーストラリアにかけて分布し、20種足らずが知られる。
- Mischocarpus pentapetalus (Roxb.) Radlk.（シノニム: M. sumatranus Blume）ブカノキ - アッサム地域から中国南部およびマレー群島区系西部および中央部にかけて分布。
- Mischocarpus sundaicus （シノニム: M. lessertianus (Cambess.) Ridl.）ミスコカルプス - 中国（広西チワン族自治区）から熱帯アジアにかけて分布。

- Molinaea Comm. ex Juss.

インド洋地域西部に分布し、8種が知られる。
- Neoarytera Callm., Buerki, Munzinger & Lowry(Wikispecies)

バヌアツからニューカレドニアにかけて分布する既知の4種の分類が再検討された結果、2020年に新設された属。
- Neoarytera chartacea (Radlk.) Callm., Buerki, Munzinger & Lowry(Wikispecies)（シノニム: Arytera chartacea Radlk.）- ニューカレドニアにのみ見られる。
- Neoarytera collina (Pancher & Sebert) Callm., Buerki, Munzinger & Lowry - ニューカレドニアにのみ見られる。最初は1874年にCupania属の新種として記載され、1906年にルドルフ・シュレヒターによりGuioa属に組み替えられていた。
- Neoarytera nekorensis (H.Turner) Callm., Buerki, Munzinger & Lowry(Wikispecies)（シノニム: Arytera nekorensis H.Turner）- ニューカレドニア西中央部にのみ見られる。
- Neoarytera neoebudensis (Guillaumin) Callm., Buerki, Munzinger & Lowry(Wikispecies) - バヌアツからニューカレドニアにかけて分布する。最初は1931年にアンドレ・ギヨーマンによりCupaniopsis属の新種として記載され、1995年にヒューバート・ターナー（Hubert Turner）によりアリテラ属に組み替えられた。

- Pentascyphus Radlk.

フランス領ギニアからブラジル北部および北東部にかけて分布する高木 Pentascyphus thyrsiflorus Radlk.(Wikispecies) 1種のみの属。
- Podonephelium Baill.

ニューカレドニアにのみ見られ、10種程度が知られる。
- Rhysotoechia Radlk.(Wikispecies)

マレー群島区系からオーストラリア北東部および東部にかけて分布し、20種足らずが知られる。
- Sarcopteryx Radlk.(Wikispecies)

モルッカ諸島からニューギニアにかけて、およびオーストラリア東部に10種以上が知られる。
- Sarcotoechia Radlk.(Wikipspecies)

モルッカ諸島からニューギニアおよびオーストラリア北東部にかけて分布し、8種が知られる。
- Scyphonychium Radlk.

ブラジルのみに見られる高木 Scyphonychium multiflorum (Mart.) Radlk. 1種のみの属。
- Storthocalyx Radlk.

ニューカレドニアにのみ見られ、5種が知られる。
- Storthocalyx chryseus Radlk.
- Storthocalyx corymbosus Munzinger, Lowry, Buerki & Callm.
- Storthocalyx leioneurus Radlk.
- Storthocalyx pancheri (Baill.) Radlk.
- Storthocalyx sordidus Radlk.

- Synima Radlk.

5種。
- Synima cordieri (F.Muell.) Radlk.(Wikispecies) - インドネシアのモルッカ諸島からオーストラリアのクイーンズランド州北部にかけて分布する高木。
- Synima heterophyllum (S.T.Reynolds) Callm. & Buerki - クイーンズランド州にのみ見られる。
- Synima macrophylla S.T.Reynolds(Wikispecies) - パプアニューギニアからクイーンズランド州北部にかけて分布する木本。
- Synima reynoldsiae P.I.Forst. - クイーンズランド州にのみ見られる高木。
- Synima serrata (S.T.Reynolds) Callm. & Buerki - クイーンズランド州にのみ見られる。

- Tina Schult.（シノニム: Neotina Capuron、Tinopsis Radlk.）

20種足らずが知られているが、その全てがマダガスカルにのみ見られる。
- Toechima Radlk.(Wikispecies)

6種。
- Toechima daemelianum (F.Muell.) Radlk.(Wikispecies) - 少なくともオーストラリアのクイーンズランド州北部に分布する高木。
- Toechima dasyrrhache Radlk.(Wikispecies) - 高木。タイプ産地はニューサウスウェールズ州であり、後にクイーンズランド州でも採取されている。
- Toechima erythrocarpum (F.Muell.) Radlk.(Wikispecies) - クイーンズランド州北部産の標本から記載され、後にパプアニューギニアでも発見された高木。
- Toechima monticola S.T.Reynolds(Wikispecies) - 1985年にクイーンズランド州産の標本から新種記載された高木。
- Toechima pterocarpum S.T.Reynolds(Wikispecies) - 1985年にクイーンズランド州産の標本から新種記載された高木。
- Toechima tenax (Benth.) Radlk. - クイーンズランド州東部からニューサウスウェールズ州北東部にかけて分布。

- Trigonachras Radlk.

マレー群島区系からニューギニアにかけて分布し、6種が知られる。
- Trigonachras acuta (Hiern) Radlk.(Wikispecies) トリゴンアクラス - マレー群島区系西部に分布する高木。
- Trigonachras celebensis Leenh. - インドネシアのスラウェシにのみ見られる高木。
- Trigonachras cultrata (Turcz.) Radlk. - フィリピンにのみ見られる高木。
- Trigonachras cuspidata Radlk. - フィリピンにのみ見られる高木。
- Trigonachras papuensis Leenh. - パプアニューギニアにのみ見られる高木。
- Trigonachras postardanjeisin Buerki & Callm. - マレーシアのサバ州にのみ見られる。

- Vouarana Aubl.

2種。
- Vouarana anomala (Steyerm.) Acev.-Rodr. - コスタリカ、コロンビア（サンタンデール県）からベネズエラ（ボリバル州）およびブラジルにかけて分布する木本。
- Vouarana guianensis Aubl. - 熱帯アメリカ南部に分布する高木。

#### 所属未定
ムクロジ亜科に属すが、連が未確定のもの。
- Bizonula Pellegr.

ガボンにのみ見られる Bizonula letestui Pellegr. 1種のみの属。
- Chonopetalum Radlk.

赤道ギニアで採取されたタイプ標本のみで知られる Chonopetalum stenodictyum Radlk.(Wikispecies) 1種のみの属。
- Lychnodiscus Radlk.

熱帯アフリカ西部からウガンダにかけて分布し、7種が知られる。
- Namataea D.W.Thomas & D.J.Harris

ナイジェリアからカメルーンにかけて分布する Namataea simplicifolia D.W.Thomas & D.J.Harris 1種のみの属。
- Pseudopancovia Pellegr.

ガボンからコンゴ共和国にかけて分布する Pseudopancovia heteropetala Pellegr. 1種のみの属。